# Димитър Македонски (Скребатно)
 Тази статия е за просветния деец от Източна Македония.  За други хора с името Димитър Македонски вижте Димитър Македонски.  За други хора с името Димитър Димов вижте Димитър Димов (пояснение).
Димитър Димов Праматарски, по известен като Димитър Димов Македонски, както и с прякора си Папашата, е български просветен деец и революционер, участник в националноосвободителното движение преди 1878 година, председател на градския съвет на София в 1878 година.

## Биография
Роден е в 1844 година в неврокопското село Скребатно, тогава в Османската империя, в семейството на първенеца хаджи Димо Праматаря. Учи в родното си село. През 1857 година учи в София при Сава Филаретов. От 1858 до 1861 година е ученик и същевременно учител във френския колеж на лазаристите в Солун, където преподава български език, а изучава финанси и юридически науки. За кратко учи и работи и в Пловдив – преподава в епархийското училище при Йоаким Груев и в американското мисионерско училище там. С Йоаким Груев поддържа редовна кореспонденция: „Вам е познат - пише му той на 30.IX.1863 г., че нашият български народ е осъзнал нуждата от учението...Но окаяните българи, така ревнителни за просвещението си, немат още в България едно висше учебно заведение, където да могат да се развиват умствено и бедните младежи, които не могат да посрещнат огромните разноски, за да отидат в прилични училища в чужбина...“
От 1861 до 1866 година Димитър Македонски е учител за кратко в родното си село Скребатно, после в град Неврокоп, където участва активно във възрожденските борби против експанзията на гръцката националистическа пропаганда, поради което гръцкият владика Агатангел го наклеветява пред турците и той е изгонен от родния си край. Същата участ го сполетява и в Устово, където организира читалище и библиотека през 1867 г., но е подложен на силен натиск от гръцкия митрополит Иларион Ксантийски и Перитеорийски и от властите, подозиращи го в революционна дейност.
След 1867/68 година Димитър се мести да работи като учител в София, където е препоръчан от Йоаким Груев. Тук негови колеги са Христо Ковачев и известният му земляк Димитър Ножаров, заедно с които се запознава с Васил Левски и през 1870 година поставят основите на тайния революционен комитет в София.
В 1871 година Димитър Димов отваря мъжко училище във Воден, след което по поръка на Левски през 1871 година заминава за Кюстендил, където заема поста на главен учител до 1874 година. Същевременно в 1872 година той е сред основателите и пръв председател на революционния комитет в града. По-късно е сред основателите и на кривопаланечкия революционен комитет в Осоговския манастир.
След Освобождението през 1878 година Димитър Димов Македонски се връща в София като завеждащ канцеларията на руския губернатор Пьотър Алабин, на когото оказва помощ с опита си в обществения живот, както и с отличното владеене на латински, английски, френски, руски, турски и гръцки език. За няколко месеца – между 2 август и 29 декември 1878 година – е назначен от руската окупационна администрация за председател на градския съвет, докато се организират първите общински избори след Освобождението. През този период общината разрушава много къщи на изселени през войната турци, ремонтирани са някои улици и е проведено ново разделяне на града на квартали, Говеждият и Конският пазар са изнесени извън чертите на града по хигиенни съображения, оформено е ново гробище на изток по Цариградско шосе. Улиците „Леге“ и „Позитано“ получават имената на френския и италианския консул в града, които предотвратяват неговото опожаряване през Руско-турската война. По идея на Алабин е създадена и Софийската библиотека.
Димов, който работи с Васил Левски във Вътрешната революционна организация, през 1873 година присъства на неговото обесване в София и по-късно свидетелства за събитието пред Иван Вазов. Докато ръководи градския съвет той разпраща писма до всички общини в страната за събиране на пари за поставяне на паметник на лобното място на Левски.
След като напуска общината, Димов става председател на Софийския окръжен съд, а след това е секретар на Върховната сметна палата.
Важно място в живота на Димитър Димов имат и научноизследователските занимания. Бил е в тесен контакт със Стефан Веркович, на когото в продължение на много години сътрудничи активно в издирването и записването на фолклорни материали и по-широки етнографски проучвания из Неврокопски край, Разложко, Горноджумайско, Кюстендилско, Драмско и Сярско. Тези ценни материали се съхраняват и в наши дни в Научния архив на БАН. Например историко-географското описание на Неврокопско, което в 1889 година Веркович публикува в „Топографическо-этнографическій очеркъ Македоніи“, е резултат от сътрудничеството му с Димитър Димов.
Македонски е измежду главните ръководители на софийската организация на Върховния македоно-одрински комитет, и даже стига до конфликт с княз Фердинанд, поради несъгласието му с натиска на двореца да се изпращат малки въоръжени чети в Македония (1902 г.), които не постигат друго, освен влошаването на положението на българите в тези територии. Заради отказа му да изпълнява исканията на княза, и заради открито изразяваното си възмущение от политиката на двореца, княз Фердинанд го уволнява от държавна работа.
Димитър Димов Македонски е русофил по убеждения, заради което получава и прякора си Папашата. Той изпраща и трите си дъщери да завършат образование в Одеса.
Умира на 12 април 1912 година в София.

## Родословие
|  |  |  |  |  |  |  |  |  |  |                                      |                                      |                                      |                                      |                                      |                                      |  |  |                                  |                                  |                                  |                                  | Димо Праматаря                   |                                  |  |  |                                  |                                  |                                  |                                  |                                  |                                  |                             |                             |                             |                             |                        |                        |                        |                        |                                  |                                  |                                  |                                  |                                  |                                  |  |  |  |  |  |  |  |  |  |  |  |  |  |  |
|  |  |  |  |  |  |  |  |  |  |                                      |                                      |                                      |                                      |                                      |                                      |  |  |                                  |                                  |                                  |                                  |                                  |                                  |  |  |                                  |                                  |                                  |                                  |                                  |                                  |                             |                             |                             |                             |                        |                        |                        |                        |                                  |                                  |                                  |                                  |                                  |                                  |  |  |  |  |  |  |  |  |  |  |  |  |  |  |
|  |  |  |  |  |  |  |  |  |  |                                      |                                      |                                      |                                      |                                      |                                      |  |  |                                  |                                  |                                  |                                  |                                  |                                  |  |  |                                  |                                  |                                  |                                  |                                  |                                  |                             |                             |                             |                             |                        |                        |                        |                        |                                  |                                  |                                  |                                  |                                  |                                  |  |  |  |  |  |  |  |  |  |  |  |  |  |  |
|  |  |  |  |  |  |  |  |  |  | Апостол Праматарски                  | Апостол Праматарски                  | Апостол Праматарски                  | Апостол Праматарски                  | Апостол Праматарски                  | Апостол Праматарски                  |  |  | Христо Праматарски               | Христо Праматарски               | Христо Праматарски               | Христо Праматарски               | Христо Праматарски               | Христо Праматарски               |  |  | Димитър Македонски (1844 – 1912) | Димитър Македонски (1844 – 1912) | Димитър Македонски (1844 – 1912) | Димитър Македонски (1844 – 1912) | Димитър Македонски (1844 – 1912) | Димитър Македонски (1844 – 1912) |                             |                             | Александър Праматарски      | Александър Праматарски      | Александър Праматарски | Александър Праматарски | Александър Праматарски | Александър Праматарски |                                  |                                  |                                  |                                  |                                  |                                  |  |  |  |  |  |  |  |  |  |  |  |  |  |  |
|  |  |  |  |  |  |  |  |  |  | Апостол Праматарски                  | Апостол Праматарски                  | Апостол Праматарски                  | Апостол Праматарски                  | Апостол Праматарски                  | Апостол Праматарски                  |  |  | Христо Праматарски               | Христо Праматарски               | Христо Праматарски               | Христо Праматарски               | Христо Праматарски               | Христо Праматарски               |  |  | Димитър Македонски (1844 – 1912) | Димитър Македонски (1844 – 1912) | Димитър Македонски (1844 – 1912) | Димитър Македонски (1844 – 1912) | Димитър Македонски (1844 – 1912) | Димитър Македонски (1844 – 1912) |                             |                             | Александър Праматарски      | Александър Праматарски      | Александър Праматарски | Александър Праматарски | Александър Праматарски | Александър Праматарски |                                  |                                  |                                  |                                  |                                  |                                  |  |  |  |  |  |  |  |  |  |  |  |  |  |  |
|  |  |  |  |  |  |  |  |  |  | Димчо Праматарски (1859 – след 1943) | Димчо Праматарски (1859 – след 1943) | Димчо Праматарски (1859 – след 1943) | Димчо Праматарски (1859 – след 1943) | Димчо Праматарски (1859 – след 1943) | Димчо Праматарски (1859 – след 1943) |  |  | Никола Праматарски (1880 – 1916) | Никола Праматарски (1880 – 1916) | Никола Праматарски (1880 – 1916) | Никола Праматарски (1880 – 1916) | Никола Праматарски (1880 – 1916) | Никола Праматарски (1880 – 1916) |  |  |                                  |                                  |                                  |                                  |                                  |                                  |                             |                             | Илия Праматарски            | Илия Праматарски            | Илия Праматарски       | Илия Праматарски       | Илия Праматарски       | Илия Праматарски       |                                  |                                  |                                  |                                  |                                  |                                  |  |  |  |  |  |  |  |  |  |  |  |  |  |  |
|  |  |  |  |  |  |  |  |  |  | Димчо Праматарски (1859 – след 1943) | Димчо Праматарски (1859 – след 1943) | Димчо Праматарски (1859 – след 1943) | Димчо Праматарски (1859 – след 1943) | Димчо Праматарски (1859 – след 1943) | Димчо Праматарски (1859 – след 1943) |  |  | Никола Праматарски (1880 – 1916) | Никола Праматарски (1880 – 1916) | Никола Праматарски (1880 – 1916) | Никола Праматарски (1880 – 1916) | Никола Праматарски (1880 – 1916) | Никола Праматарски (1880 – 1916) |  |  |                                  |                                  |                                  |                                  |                                  |                                  |                             |                             | Илия Праматарски            | Илия Праматарски            | Илия Праматарски       | Илия Праматарски       | Илия Праматарски       | Илия Праматарски       |                                  |                                  |                                  |                                  |                                  |                                  |  |  |  |  |  |  |  |  |  |  |  |  |  |  |
|  |  |  |  |  |  |  |  |  |  |                                      |                                      |                                      |                                      |                                      |                                      |  |  |                                  |                                  |                                  |                                  |                                  |                                  |  |  |                                  |                                  |                                  |                                  |                                  |                                  |                             |                             |                             |                             |                        |                        |                        |                        |                                  |                                  |                                  |                                  |                                  |                                  |  |  |  |  |  |  |  |  |  |  |  |  |  |  |
|  |  |  |  |  |  |  |  |  |  | Александър Праматаров (1892 – 1982)  | Александър Праматаров (1892 – 1982)  | Александър Праматаров (1892 – 1982)  | Александър Праматаров (1892 – 1982)  | Александър Праматаров (1892 – 1982)  | Александър Праматаров (1892 – 1982)  |  |  |                                  |                                  |                                  |                                  |                                  |                                  |  |  |                                  |                                  |                                  |                                  | Иван Праматарски (? – 1903)      | Иван Праматарски (? – 1903)      | Иван Праматарски (? – 1903) | Иван Праматарски (? – 1903) | Иван Праматарски (? – 1903) | Иван Праматарски (? – 1903) |                        |                        |                        |                        | Георги Праматарски (1892 – 1936) | Георги Праматарски (1892 – 1936) | Георги Праматарски (1892 – 1936) | Георги Праматарски (1892 – 1936) | Георги Праматарски (1892 – 1936) | Георги Праматарски (1892 – 1936) |  |  |  |  |  |  |  |  |  |  |  |  |  |  |